# Телефонный план нумерации Республики Косово
Телефонный план нумерации Республики Косово — диапазоны телефонных номеров, выделяемых различным пользователям телефонной сети общего пользования в Косово. Код был присвоен МСЭ в соответствии с соглашением между властями Косово и Сербии в рамках диалога под руководством ЕС. Первоначально ожидалось, что телефонный код вступит в силу 1 января 2015 года, но это было отложено до завершения соглашения в конце августа 2015 года. С согласия Администрации Республики Сербия директор TSB присвоил Косово международные коды. Косово представлено в МСЭ как Косово, обозначение которого не наносит ущерба позициям по статусу и соответствует резолюции 1244 СБ ООН и заключению Международного суда по декларации независимости Косово. ЕС передал МТС d.o.o. временное разрешение на услуги мобильной связи и лицензию на услуги фиксированной телефонной связи, которые будут предоставляться в Косово, выданные Регулирующим органом электросвязи Косово.

## История
После распада СФР Югославия в 1992 году, код страны которой составлял +38, Косово использовало код +381, который был предоставлен Федеративной республике Югославия, а позже использовался Сербией. Код использовался для услуг фиксированной телефонной связи, в то время как для сетей мобильной связи использовался либо код Монако +377, либо код Словении +386. Новый телефонный код +383 начал использоваться в начале 2017 года.

### Текущий диапазон номеров
| Диапазон номеров | Использование                   | Принимающая страна |
| ---------------- | ------------------------------- | ------------------ |
| +383 28          | Стационарные телефоны           | Косово             |
| +383 29          | Стационарные телефоны           | Косово             |
| +383 38          | Стационарные телефоны           | Косово             |
| +383 39          | Стационарные телефоны           | Косово             |
| +383 43          | Сети мобильной телефонной связи | Косово             |
| +383 44          | Сети мобильной телефонной связи | Косово             |
| +383 45          | Сети мобильной телефонной связи | Косово             |
| +383 46          | Сети мобильной телефонной связи | Косово             |
| +383 47          | Сети мобильной телефонной связи | Косово             |
| +383 48          | Сети мобильной телефонной связи | Косово             |
| +383 49          | Сети мобильной телефонной связи | Косово             |

### Реакция на присвоение кода +383
Международный союз электросвязи "не признает независимость Косово", цитирует Koha Ditore, "поскольку МСЭ включит сноску о Косово" в технические приложения. Лидер косовской партии "НИСМА" Фатмир Лимай, которого цитирует агентство KosovaPress, заявил, что по соглашению, достигнутому в Брюсселе, правительство Косово "разрешило сербскому оператору работать в Косово". Заместитель председателя косовской партии "Ветевендосье" Шпенд Ахмети заявил, что соглашение благоприятствует Сербии. "Телефонные звонки между городами Сербии и городами Косово будут рассматриваться как местные звонки. Сербия сохранит свои активы в Косово, и у нее также будет лицензия для сербских операторов в Косово. За эти услуги Сербия позволит Косово иметь свой собственный код страны ".

## Распределение кодов

### Фиксированная телефонная связь
| Сетевая группа | Код | Муниципалитеты, на которые распространяется код            |
| -------------- | --- | ---------------------------------------------------------- |
| Феризай        | 290 | Феризай, Качаник, Штрпце                                   |
| Гьякова        | 390 | Гьякова, Дечани, Юник                                      |
| Гнилане        | 280 | Гнилане, Каменица, Витина, Ново Брдо                       |
| Митровица      | 028 | Митровица, Вуштрри, Србица, Звечан, Лепосавич, Зубин Поток |
| Печ            | 039 | Печ, Исток, Клина                                          |
| Приштина       | 038 | Приштина, Грачаница, Косово-Поле, Липьян, Обилич           |
| Призрен        | 029 | Призрен, Сува-Река, Ораховац, Драгаш                       |

### Мобильная телефония
| Код страны | Телефонный код | Операторы |
| ---------- | -------------- | --------- |
| +383       | 044, 045, 046  | Вала      |
| +383       | 043, 048, 049  | IPKO      |
| +383       | 047            | МТС d.o.o |

## Специальные коды
| Код | Обслуживание                   |
| --- | ------------------------------ |
| 112 | Единый номер экстренной помощи |
| 192 | Полиция                        |
| 193 | Пожарная команда               |
| 194 | Скорая помощь                  |